# Anetanthus
Anetanthus es un género de plantas herbáceas  perteneciente a la familia Gesneriaceae. Comprende 10 especies descritas y de estas, solo 3 aceptadas. Es originario de América.

## Descripción
Son hierbas perennifolias con el tallo decumbente o colgante, delgado. Las hojas opuestas, pecioladas, la lámina membranosa, aovadas, elípticas o lanceoladas. La inflorescencia axilar en cimas de flores, pedunculadas. Sépalos connados en la base. Corolla blanca, azul, violeta o rojo, tubo subcilíndrico. El fruto es una cápsula ovoide alargada, con 2- válvas, dehiscencia septicida. Las semillas suborbiculares, aplanadas, angostamente aladas.

## Distribución y hábitat
Se distribuyen por Perú, Bolivia, Colombia y Brasil, donde se encuentra en los  bancos de arena o en las rocas en el bosque.  

## Taxonomía
El género fue descrito por Hiern  y publicado en Genera Plantarum 2: 1025. 1876.
Etimología
Anetanthus: nombre genérico que deriva de las palabras griegas ανετος , anetos = "laxo, flojo", y άνθος, anthos = "flor", refiriéndose a las flores escasamente organizadas en la inflorescencia.

## Especies
A continuación se brinda un listado de las especies del género Anetanthus aceptadas hasta julio de 2012, ordenadas alfabéticamente. Para cada una se indica el nombre binomial seguido del autor, abreviado según las convenciones y usos.
- Anetanthus gracilis Hiern
- Anetanthus parviflorus (Hook. & Arn.) Benth. & Hook.
- Anetanthus rubra L.E.Skog